# Estado Livre de Gargalo
O Estado Livre de Gargalo (em alemão:  Freistaat Flaschenhals) foi um proto-estado de curta duração que existiu de 10 de janeiro de 1919 a 25 de fevereiro de 1923. Foi formada em parte da província prussiana de Hesse-Nassau como consequência da ocupação da Renânia após a Primeira Guerra Mundial. O Gargalo agora faz parte dos modernos estados alemães de Hesse e Renânia-Palatinado.

## Criação
Após o Armistício de 1918, as forças aliadas ocuparam o território alemão a oeste do Reno. Para manter uma presença militar no lado oriental, as potências Aliadas alargaram as suas zonas de ocupação criando três cabeças de ponte semicirculares de 30km de raio, irradiando de Colônia (zona britânica), Koblenz (zona americana) e Mainz (zona francesa). 
As zonas francesa e americana não se encontraram inteiramente, deixando uma estreita lacuna no lado oriental do Reno contendo o vale de Wisper, as cidades de Lorch e Kaub, e as aldeias de Lorchhausen, Sauerthal, Ransel, Wollmerschied, Welterod, Zorn, Strüth e Egenrod. 
Cercada pelas duas cabeças de ponte aliadas, o Reno a sudoeste e nenhuma estrada ou ferrovia digna de nota em direção ao nordeste, esta pequena região foi efetivamente isolada do resto da Alemanha e posteriormente separada da administração da República de Weimar. 
Devido à natureza circular das cabeças de ponte aliadas, este território fechado assumiu a forma de um gargalo, daí o nome que foi dado ao microestado, quando foi declarado em 10 de janeiro de 1919. 

## Vida no Gargalo

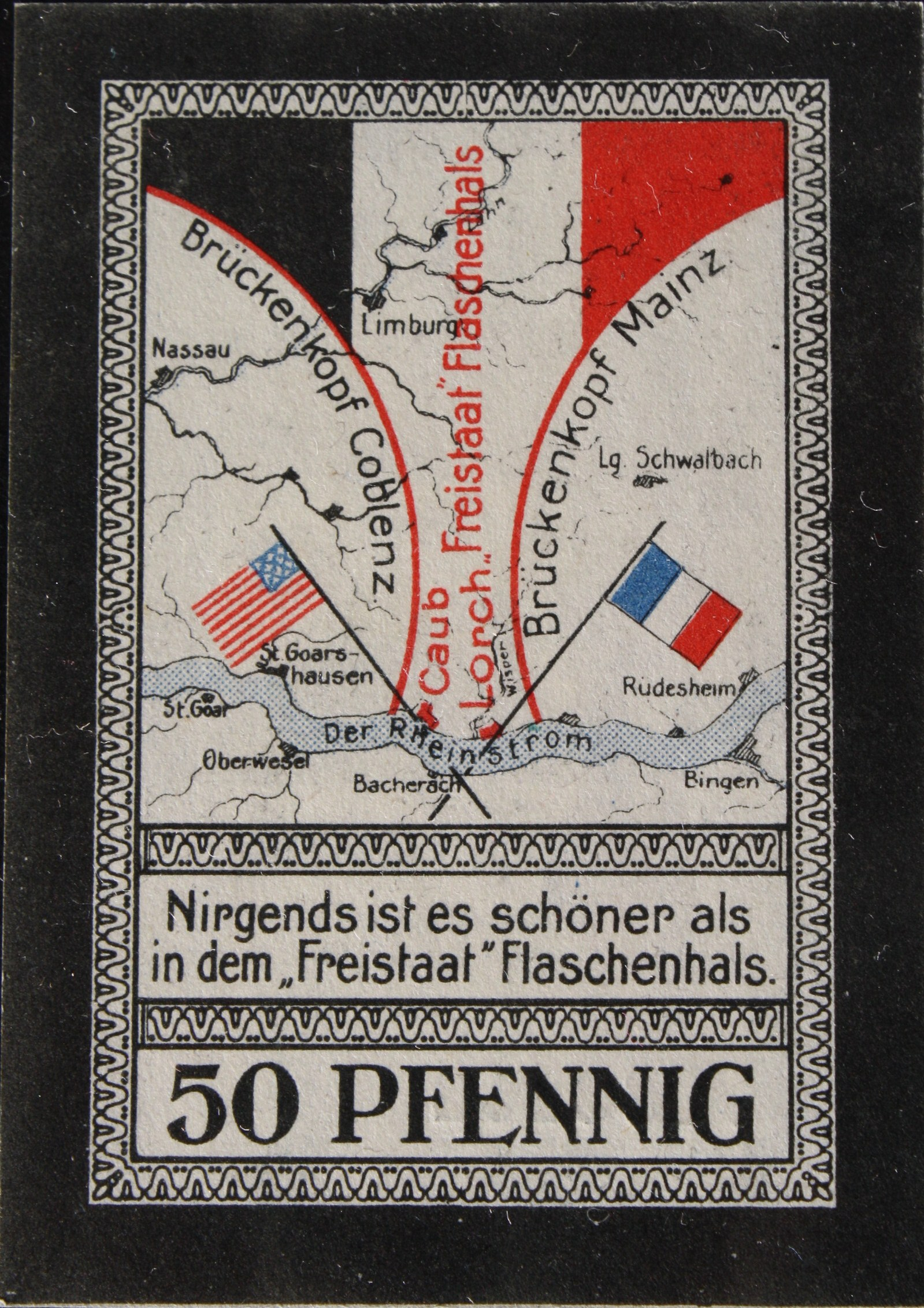
Dinheiro de emergência do Estado Livre de Gargalo

A região continha aproximadamente 17 mil pessoas e sua maior cidade, Lorch, foi estabelecida como sua capital. O prefeito de Lorch, Edmund Pnischeck, foi posteriormente eleito presidente deste pequeno território. Pnischeck chefiou a administração do Gargalo durante sua existência, que até supervisionou a produção de seus próprios selos e moeda. 
Não havia estradas ligando o Gargalo à Alemanha desocupada, os trens não tinham permissão para parar ali e o transporte aéreo ou fluvial era impossível. A circulação de mercadorias e correio de e para o estado só foi possível através do contrabando. Certa vez, um trem francês carregado com carvão do vale do Ruhr foi sequestrado da vizinha Rüdesheim am Rhein e levado para o Gargalo, onde o carvão era distribuído entre a população para fins de aquecimento. 

## Relações exteriores
O estado emitiu os seus próprios passaportes para os seus cidadãos e tinha planos de estabelecer uma embaixada em Berlim. Além disso, pretendia-se estabelecer relações diplomáticas com outros países, mas o Estado deixou de existir antes que estes planos fossem concretizados. 

## Abolição
Após quatro anos de existência, o Estado Livre do Gargalo foi abolido em 23 de fevereiro de 1923, após a ocupação francesa do Ruhr. O Gargalo acabou sendo reincorporado à província prussiana de Hesse-Nassau. 

## Atualmente
O território que antigamente compreendia o Gargalo agora faz parte da Garganta do Reno, Patrimônio Mundial da UNESCO. A história do Gargalo é hoje uma atração turística na área, especialmente nas principais cidades de Kaub e Lorch, no antigo Estado Livre. 
Selos e moedas de gargalo são agora raridades muito procuradas. O vinho contrabandeado da Alemanha ocupada e armazenado em Lorch e Kaub também pode atingir preços elevados. 